# Dialetto ossolano
L'ossolano è un dialetto appartenente al ramo occidentale della lingua lombarda. Questa parlata è diffusa nella regione storico-geografica dell'Ossola e del Cusio, nella provincia del Verbano-Cusio-Ossola. Pur essendo amministrativamente parte del Piemonte, il territorio è linguisticamente lombardo anche se taluni dialetti locali risentono di una certa influenza delle vicine parlate piemontesi. La classificazione tuttavia non sembra essere oggetto di grossi dibattiti nonostante alcune prese di posizione di studiosi che in passato hanno visto in alcuni dialetti ossolani una predominanza dell'elemento piemontese (come ad esempio Nellie Nicolet nel suo studio sul dialetto della valle Antrona "Der Dialekt des Antronatales").
Il dialetto è simile in tutte le vallate dell'Ossola, con alcune varianti locali. Una certa differenziazione è possibile notarla soprattutto tra l'Alta e la Bassa Ossola, il cui confine è marcato dal torrente Isorno. Nel Cusio viene parlato un dialetto molto simile, pur con alcune leggere differenze di pronuncia dovute alla vicinanza con il Novarese e il suo dialetto e con una più marcata influenza piemontese. Nel Verbano, dove si parlano i dialetti verbanesi, è la Valle Cannobina la più interessata alla somiglianza col dialetto ossolano, poiché sebbene questa valle si trovi in territorio verbanese, gli abitanti dei centri abitati più vicini all'Ossola, come Cursolo e Orasso, parlano il dialetto ossolano.
Il dialetto ossolano vieni oggi parlato in alcuni comuni della Svizzera, soprattutto in Canton Ticino, in particolare nei comuni più vicini al confine (ad esempio Camedo), nei quali molti ossolani sono emigrati in cerca di lavoro e hanno acquisito molte imprese e, seppur con qualche variante svizzera, essi continuano a parlare l'ossolano.

## Evoluzione storica
Dal punto di vista storico, il dialetto ossolano appartiene alla famiglia delle lingue gallo-italiche. Inoltre, in maniera superiore alle altre varianti del dialetto lombardo occidentale, l'ossolano adottò numerose parole di sostrato lepontico. Questa popolazione si insediò solamente nelle alpi Lepontine e quindi solamente l'ossolano assorbì la loro influenza.
A seguito della discesa delle popolazioni germaniche dal nord, il dialetto lombardo occidentale assimilò numerosi vocaboli dalle lingue germaniche. Il dialetto ossolano assorbì lievissime e quasi impercettibili varianti dei vocaboli dagli spagnoli che dominarono l'Ossola nel XVI secolo.
Un'altra componente singolare del dialetto ossolano è la cadenza fonetica. Data la notevole vicinanza con la Svizzera, il dialetto ha acquisito una cadenza simile a quella dei ticinesi.

## Particolarità
In alcune vallate dell'Ossola sono tipiche alcune locuzioni usate per intercalare: bé (bene), già, poi, che sono utilizzati soprattutto nell'Ossola superiore (Val Vigezzo, zone vicine al confine come Camedo, Domodossola e Valle Cannobina).
Il ben è una particella che funge come un modo di rimarcare ulteriormente una data affermazione:
Esempio (1):
Giulio: "Que che ti féi, incheui, Elisa?"
Elisa: "Al sò bè mì!"
Giulio: "Cosa fai, oggi, Elisa?"
Elisa: "Lo saprò (lett.: “so”) pur io!"
Esempio (2):
Giulio: "Que ch'u sarà dré a pensà ul Giulian?"
Marco: "Ul savrà bè lüi."
Giulio:"A cosa starà pensando Giuliano?"
Marco: "Lo saprà pure lui."
Già è un'altra particella del discorso, utilizzata per sottolineare un'affermazione o una cosa quasi ovvia.
Esempio:
Giulio: “Quenci agn ti ghei?"
Marco: "Quindas."
Giulio: "Quanti anni hai?"
Marco: "Quindici già!"
Marco: "Tra quanto parti?"
Elisa: "Adesso già!"
Il "poi" è un'altra particella della frase che viene utilizzata per sottolineare l'intera frase, l'affermazione che si sta dicendo.
Esempio:
Giulio: "Cuma l'è stupid cul fieul!"
Marco: "Fat mia senta! L'è poi permalos!"
Giulio: "Quanto è stupido quel ragazzo!"
Marco: "Non farti sentire! È "poi" permaloso!"
Marco: "Non verrà mai da te, dovrai sempre andare te da lui, anche perché è "poi" troppo vergognoso."
Al giorno d'oggi, il dialetto ossolano si è modificato rispetto a quello di anni fa, mantenendo tuttavia intatto il patrimonio culturale e storico che lo caratterizza, poiché negli ultimi anni si è italianizzato sempre più. L'uso è limitato solamente agli anziani.
Nel dialetto ossolano sono poi presenti anche influenze piemontesi, la principale delle quali è la velarizzazione di –L- (cioè la sua trasformazione in –u) compresa tra la "a" ed alcune consonanti (T;D;S;Z). 
es: caud, "caldo"; saut, "salto"; faus, "falso"; cauza, "calza"...
Questo fenomeno è comune pressoché a tutto il territorio ossolano che si collega così al Cusio e alla Valsesia. La desinenza -uma per la prima persona plurale (es.: mangiuma, "mangiamo"), considerata come marca di indubbia piemontesità, è piuttosto diffusa nella bassa Ossola, anche se affiancata da esiti lombardi (es.: màngium). L'influsso piemontese è riscontrabile poi anche nel lessico: borgno: "cieco"; visché o viscà (a seconda se ci si trovi in Alta o in Bassa Ossola): "accendere"; bugiàs: "muoversi"; tùrna: "di nuovo", "nuovamente"...

## Brani in dialetto ossolano

### Ona novella del Boccasc

#### Dialetto di Ceppo Morelli
A digh doca che 'nt i timp dol prumm re 'd Cipri, dòpp ol conquist facc dla Terra Santa da Gottifrè di Buglione, l'è 'gnuu che 'na graziosa fòmna 'd Guascògna l'è andaa al Sapolcro, e 'd là tornand, arivaa in Cipri, l'è staccia da cert'òmi pessimm trattaa villanamòint. Dla qual còssa tutta dolorent, sanza consolazion, l'ha pansò d'andà dal re a fàss valè al sô rason; ma l'ha sapiuu da quaidun che 'l sross stacc inutil, parchè lui l'era 'd 'na vita inscì indifferòint e pòcch 'd bon, che invece da rimediàggh com giustizzia ai offes facc ai oeutt, ol sostnieva, da tapin, 'nca quei facc a lui; sì fattamòint che chi ol gh'eva quaich disgust, ol la sfogava col fàggh qualch affront o ingiuria. La qual còssa udend la fòmna, disperand da podè fà vandòtta, par avè quacca consolazion dol sò rincrescimòint, l'ha pansò d'andà dal re a rinfiacciàggh la sô miseria; e piangend, andaccia da lui, l'ha dicc: "Scior, mì 'n vegni mia a la tô prasòinza parchè specciass da tì vandòtta dl'ingiuria che m'hann facc ma, in soddisfazion 'd quòla a 't pregh da mostràmm com ti soppòrt quei che mi a soo che 't fann, parchè imparand da tì, mì a pòssa sopportà la mia com paziòinza; e costa, o l'ol sa ol Signor, s'al podòss fà, vantira 't la donaross, da già che ti sei inscì bon da sopportài".

Ol re, fin indora stacc lent e pigar, squas ch'ol s'astognass dal sògn, cmanzand da l'ingiuria faccia a costa fòmna, ch'ha vandicaa aspramòint, l'è 'gnuu 'n saver persecutor 'd quij che contra l'onor dla sô corona i comottòssi qualcòssa dòpp d'andora.

#### Dialetto di Domodossola
Donca a disi, che int i temp dol primm re 'd Cipri, dòpo che Goffred 'd Bujòn l'eva guadagnaa la Terra Santa, l'è success che ona sciora 'd Guascogna l'è naccia in pellegrinagg al Sepolcar e, tornand indree, quand l'è rivaa a Cipri, certi balòss d'omnesc i l'hann ingiuriaa, ma pròppi da villan. E lei, per quest, tutta mortificaa e sconsolaa, la s'è toccia sù par nà dal re par fà valé i sò rasòn. Ma gh'è stacc quaidun ch'i gh'hann cuntaa che l'era fiaa buttaa via, perché 'sto re l'era tanto trasandaa e pòggh da ben che, invece da vendicà polit i ingiuri ch'i favan ai alt, o 'n sopportava bele lui on mucc da cojòn svergognaa; tant l'è vera che ch'i ch'o gh'eva on quai cruzzi, o 'l sfogava bele con lui, fasendigh ona quai porcada o villanada. 'Sta dònna, quand l'ha sentii inscì, rabbiaa da mia podè vendicàss, par svariàss on poo, l'ha pensaa da nà da quell re inscì miserabil, a dàggh ona tafiaa; e l'è naccia là davanti a lui tutta piangiolenta e la gh'ha dicc inscì: "O Scior, mì vegni mia chì innanz a tì par la vendetta, ch'a specciaress, dl'ingiuria ch'i m'hann facc; ma a voeuj, in paga, che tì ti m'insegnat comè ti feet a soffrì quij ingiuri ch'a senti ch'i 't fann a fann a tì parchè, neh, inscì a impararess a sopportà con pazienza quella ch'i m'hann facc a mì e che, s'a podess, o 'l sa 'l Signor comè 't la daress volontera, pòsta che ti gh'heet tant bònn i spall".

Ol re, che finn allora l'era sempar stacc pigar e facc adasi, o s'è comè sveggiaa da on sògn; e, cominciand da l'ingiuria ch'i gh'evan facc a 'sta dònna, o gh'l'ha faccia pagà cara; e poeu l'è diventaa rigorosissim par castigà tucc quij che dòpp d'allora i favan quaicòss ch'o offendess la soa coròna.

### La parabola del Fioeu Trason

#### Dialetto di Vanzone
In òmm o gh'eva doi fiui.

E ol pì giovi 'd lor l'ha decc al pà: "Pà, damm la part di beni ch'om tocca a mé!" e ol pà o gh'ha spartee lor i ben.

E pòich dé dopp, ol fiul pì giuvi, argojeccia toeutta la sò ròbba, os n'è nacc int in pais da longg, e là l'ha facc foo 'l facc sù a viva int int i vizzi.

E dopp che l'ha 'bioeu consimoo toeutt, ina grossa carestia l'é gnova in col pais, e par quest lù l'ha cmanzoo a santì ol dabsugn.

E l'é nacc e o s'é mess com oeun di abitent 'd col sitt, ch'o l'ha mandoo int i sù chimp a fà pascià i purci.

E lui ol desiderava d'impianéss ol còrp dèu giand ch'i mangiavi i purci, ma 'ncioeun ogh ni dava.

Par quest, artornoo in sè, l'ha decc: "Quent lavorent dol mì pà i gh'hann dol pan fin ch'i ni vòli, e mé a mor 'd fam!

A m'auzaroo soeu e a naroo dal mì pà e agh diroo; Pà, i hoo facc pcaa contra 'l Cil e dneinsoeu a té

E an som degn pioeu d'assi ciamoo tù fiul; famm comé oeun di tui lavorent".

E lui o s'é auzoo soeu e l'é 'gnoeu dau sù pà; e quand ch'l'eva incò da longg, ol sù pà o l'ha vest e o n'ha 'bioeu compascion, l'è caminoo, o gh'ha mess i brecc al còll e o l'ha bascioo.

E ol fiul o gh'ha decc: "Pà, mé i hoo facc pcaa contra 'l Cil e dneinsoeu a té, e an som degn pioeu d'assi ciamoo tù fiul".

Ma ol pà l'ha decc ai sui servitur: "Portei qué la pì bella avstimenta, metégh in anill int o det e i cauzer ai pii.

E mnei foo al vill pì grass e mazzèll, e mangiemol, e stemma allegar.

Parqué quest mì fiul l'era murt e l'é artornoo in veta; l'era pers e l'é stacc trovoo". E i s'henn mess a fà gran festa.

In questa, ol fiul maggiur 'd lui l'era int i chimo, e quend ch'o 'gneva, com l'è 'bioeu apruva a la cà, l'ha santee ol son e i bai.

E l'ha ciamoo oeun di servitur e o gh'ha dmandoo que ch'i vlevi di quii movimint.

E col o gh'ha decc: "Ol tù fradill l'è 'gnoeu, e ol tù pà l'ha mazzoo 'l vill pì grass, perch'l'ha podoeu argòjol san e ardee".

Ma col l'é 'gnoeu rabioo, e o n'ha pì vioeu nà dint; par cui ol sù pà l'é nacc foo e l'ol pregava da nà dint.

Ma loi l'ha rspons e decc al pà: "Ecco, i henn già teint enn che mé at serv e a n'hoo mai mancoo a nessun tù ordi, eppur mai té ti m'hei dacc in cravett par fà 'legreia com i mì amisc.

Ma quand qu'est tù fiul, ch'l'ha mangioo toeutt ol facc sù com al femnacc, l'é 'gnoeu, té ti hei mazzoo 'l vill pì grass".

E loi l'ha decc: "Fiul, té ti sei semper com mé, e ògni ròbba meia l'é tova.

Adess, o s'eva da fà festa e 'legreia, parqué ol tù fradill l'era murt e l'é artornoo in veta; l'era pers e l'é stacc trovoo".

(Antonio Rusconi, I parlari del Novarese e della Lomellina, 1878)

#### Dialetto di Domodossola
Ona vòta o gh'eva on òmm ch'o gh'aveva doi fioeui.

E ol pussee sgiovin o gh'ha dicc al pà: "Zì, pà, demm quell ch'om tocca a mì!" e ol pà o gh'ha facc fòra tòcch e boccon.

E da lì a pòcch dì ol pù sgiovin di fioeui, tracc insema tutt ol facc soeu, a l'è nacc int on paies lontan, indond l'ha mangiaa fòra tutt, fasendan on poo ad tucc i sòrt.

Quand l'è stacc a l'ablativ, essend 'gnuu in quell paies ona gran carestia, lui l'ha comenzaa a avèggh da bisoeugn.

E l'è nacc a mettas insema a vun da là, ch'o l'ha mess int i sò camp in pastura di porscei.

E lui o gh'eva fin la gola d'impienìss di giand di poeursc, ma i gh'an davin mia nessun.

Indora, pensandigh sù, l'ha dicc: "Quanci servitor i gh'hann pan fin ch'i vòlin, e mì mòri dla fam!

Mì am pijaroo sù e a naroo in cà dol mè pà e agh diroo: Pà, mì j'hoo facc on gran peccaa contra ol Signor e on grand intòrt a voi;

E an meriti pù d'ess ciamaa vòst fioeul; mettii ch'a sia comè un di vòst servitor.

Dicc e facc, o s'è levaa sù e e l'è nacc dal sò pà. E l'eva ancora da lontan quand lui o l'ha vist, e n'ha 'vuu compassion, e gh'è cors incontra, a l'ha brasciaa sù e l'ha basaa.

E ol fioeul o gh'ha dicc: "Pà, mì, j'hoo facc on gran peccaa contra ol Signor e on grand intòrt a voi, e an meriti pù d'ess ciamaa vòst fioeul".

Ma ol pà o gh'ha dicc ai servitor: "Portei scià ol vestii, e mettìgal sù, e mettìgh on anell in dit e scarp int i pei.

E menee fòra ol videll pù grass, mazzéll, mangemma e stemma allegar.

Parchè 'sto mè fioeul l'eva mòrt e l'è tornaa risuscitaa; l'era perduu e l'è stacc trovaa ancora". E i s'hinn mess a fà 'na gran festa.

Intrastant ol sò fioeul maggior l'eva in campagna, e nel vegnì visin a cà l'ha sentii ch'i sonavin e ch'i ballavin.

E l'ha ciamaa da vun di servitor cosa voreva dì quell badalucch.

E lui o gh'ha dicc: "L'è 'gnuu ol sò fradell, eol pà l'ha facc mazzà ol videll pù grass, parchè l'è tornaa a cà san e salv".

Ma lui l'è 'gnuu rabbiaa e l'ha mia vorsuu entrà; indova ol sò pà l'è passa fòra e o l'ha pregaa da nà dent.

Ma lui o gh'ha rispòst al pà disendigh: "L'è già tanci agn che mì a fagh ol struson, e an v'hoo mai disubbidii; ma con tutt quest voi a m'hii mai dacc on cravett da fà on poo 'd scioeusc coi mè amis.

Ma 'dess che 'sto vòst fioeul ch'l'ha mangiaa coi puttann tutt ol facc sò, l'è vegnuu, voi hii mazzaa ol videll pussee grass".

E lui gh'ha dicc: "Mè car fioeul, tì ti seet semper com mì, e quell che l'è mè l'è tò.

Ma in st'occasion chì os podeva mia a men da fà festa e stà allegar, parchè 'sto tò fradell l'eva mòrt e l'è risuscitaa, l'eva perduu e a l'emm trovaa".

(ibidem)